# Klein Sint Michiel
Klein Sint Michiel, Klein St. Michiel – osada (wijk) miejscowości Boca Samí w dystrykcie Bandabou, w kraju autonomicznym Curaçao, należącym do Holandii, w Ameryce Południowej. 20 października 2023 r. liczyła 1201 mieszkańców.  